# 325 a.C.
Il 325 a.C. (CCCXXV a.C. in numeri romani) è un anno  del IV secolo a.C.

## Eventi
- Alessandro Magno nella valle dell'Indo
- Pitea di Massalia (cioè di Marsiglia) documenta la sua visita nelle terre britanniche
- Roma
  - Consoli Lucio Furio Camillo II e Decimo Giunio Bruto Sceva

## Nati
- Farnabazo I d'Iberia, re († 237 a.C.)

## Morti
- Abisare, principe indiano